# Europastraße 576
Die Europastraße 576 (kurz: E 576) ist ein Teil des europäischen Fernstraßennetzes. Die in Rumänien von Süden nach Norden verlaufende – 58 Kilometer lange – Europastraße führt im Kreis Cluj von Cluj-Napoca bis nach Dej.

## Streckenverlauf
Im Siebenbürgischen Becken führt die Straße zum Teil entlang des Kleinen Somesch (Someșul Mic) – eines Quellflusses des Someș – in nördliche Richtung ab Cluj-Napoca (Klausenburg) durch die Orte Apahida – Jucu – Iclod – Gherla (Neuschloss) bis Dej (Burglos).
Die E 576 verbindet bei Cluj-Napoca die E 60, die E 81 sowie auch die in der Nähe verlaufende Autobahn A3 mit der E 58 bei Dej.
Ursprünglich führte die Straße über Bistrița (Bistritz) bis Suceava (Suczawa) und war 300 Kilometer lang.